# Ołeksij Czystiakow
Ołeksij Ołeksijowycz Czystiakow, ukr. Олексій Олексійович Чистяков, rus. Алексей Алексеевич Чистяков, Aleksiej Aleksiejewicz Czistiakow (ur. 3 sierpnia 1974 w Iwanowo, Rosyjska FSRR) – ukraiński piłkarz, grający na pozycji pomocnika, trener piłkarski.

## Kariera piłkarska

### Kariera klubowa
Wychowanek Szkoły Piłkarskiej Kołos Nikopol (trenerzy A.Borowykow i I.Błażewski) oraz Internatu Sportowego w Dniepropetrowsku (trener Wołodymyr Kobzariew). W 1992 rozpoczął karierę piłkarską w klubie Dynamo Ługańsk, skąd latem 1994 został zaproszony do Zorii Ługańsk. W 1995 wyjechał do Rosji, gdzie bronił barw klubów Giekris Anapa i Kubań Sławiańsk nad Kubaniem. We wrześniu 1996 został piłkarzem Metałurhu Nowomoskowsk. Latem 1998 przeszedł do klubu Metałurh-2 Zaporoże, ale przez werdykt lekarzy był zmuszony zakończyć karierę piłkarską.

## Kariera trenerska
Po zakończeniu kariery piłkarskiej rozpoczął pracę trenerską. Najpierw pomagał trenować czwartą i trzecią drużynę Dnipra Dniepropetrowsk. W rundzie wiosennej sezonu 2002/03 objął stanowisko głównego trenera w klubie Stal Dnieprodzierżyńsk. Latem 2003 został zaproszony do sztabu szkoleniowego Zorii Ługańsk, w którym pracował do końca sezonu. Od sierpnia do września 2003 pełnił funkcje głównego trenera Zorii. W 2004 trenował Wuhłyk Dymytrow. Od 2005 do 2014 pracował w Akademii Piłkarskiej Dnipra Dniepropetrowsk. W 2017 stał na czele młodzieżowej drużyny Czornomorca Odessa. Od 30 sierpnia 2017 pełnił obowiązki głównego trenera Czornomorca. Ale już wkrótce, 4 września 2017 został zmieniony na Aleha Dułuba.